# Louis Dubois (ébéniste)
Pour les articles homonymes, voir Louis Dubois et Dubois.
 (mars 2013).
Si vous disposez d'ouvrages ou d'articles de référence ou si vous connaissez des sites web de qualité traitant du thème abordé ici, merci de compléter l'article en donnant les références utiles à sa vérifiabilité et en les liant à la section « Notes et références ».
Louis Dubois (1732 - ?) est un ébéniste et sculpteur français du XVIIIe siècle.